# ヘンリー・モンクトン＝アランデル (第3代ゴールウェイ子爵)
第3代ゴールウェイ子爵ヘンリー・ウィリアム・モンクトン＝アランデル（英語: Henry William Monckton-Arundell, 3rd Viscount Galway、1749年5月16日 – 1774年3月2日）は、グレートブリテン王国の政治家、アイルランド貴族。1772年から1774年まで庶民院議員を務めた。

## 生涯
第2代ゴールウェイ子爵ウィリアム・モンクトン＝アランデルと妻エリザベス（Elizabeth、旧姓ダ・コスタ・ヴィラ・レアル（da Costa Villa Real）、1738年4月11日洗礼 – 1792年1月2日、ジョセフ・ダ・コスタ・ヴィラ・レアルの娘）の次男（長男ジョンは1769年5月21日に生涯未婚のまま死去）として、1749年5月16日に生まれた。1760年6月1日から1765年/1766年までイートン・カレッジで教育を受けた。
1772年11月18日に父が死去すると、ゴールウェイ子爵位を継承した。父はポンテフラクト選挙区の現職議員のまま死去しており、第3代ゴールウェイ子爵は補欠選挙に出馬して当選した。議会で演説した記録はなく、投票記録も1774年2月にグレンヴィル法を恒久法にする法案で野党に同調して賛成した1回だけだった。
1774年3月2日、ブリストルに向かう途中、ウィンザー近くのソルト・ヒルで死去した。生涯未婚であり、弟ロバートが爵位を継承した。